# Главы Грозного

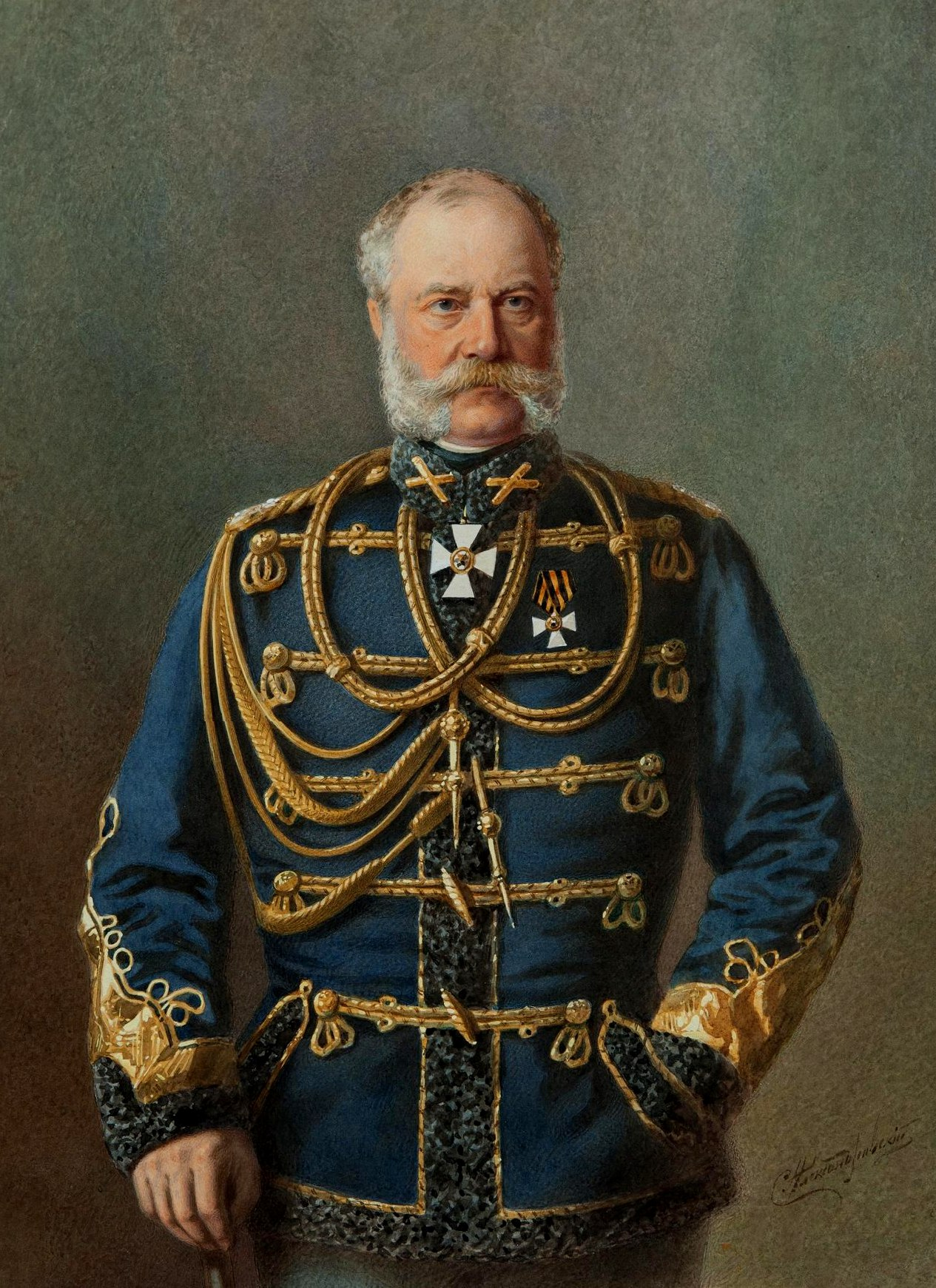
Комендант крепости Грозной Александр Барятинский.

Крепость Грозная была основана в 1818 году. Её первым комендантом был генерал-майор Греков, занимавший эту должность до 1825 года. Со временем крепость утратила своё военное значение и указом Правительствующего сената 30 декабря 1869 года она была переименована в город Грозный.

## Комендантыкрепости
| № | Имя                                              | Период             | Должность                                                           |
| - | ------------------------------------------------ | ------------------ | ------------------------------------------------------------------- |
| 1 | Генерал-майор Греков, Николай Васильевич         | 1818 — 1825        | первый комендант крепости, начальник левого фланга Кавказской линии |
| 2 | Полковник Сорочан, Терентий Варламович           | 1825 — 1827        | комендант крепости, командующий левым флангом Кавказской линии      |
| 3 | Генерал-майор Энгельгардт В. Ф.                  | 1827 — 1830        | комендант крепости, командующий левым флангом Кавказской линии      |
| 4 | Генерал-майор Розен, Александр Григорьевич       | 1830 — 1834 (1835) | комендант крепости, командующий левым флангом Кавказской линии      |
| 5 | Генерал-майор Пулло, Александр Павлович          | 1834 (1835) — 1840 | комендант крепости, командующий левым флангом Кавказской линии      |
| 6 | Генерал-майор Гржегоржевский, Викентий Антонович | После 1840         | комендант крепости, командующий левым флангом Кавказской линии      |
| 7 | Майор фон Кульман, Феногин Самойлович            | 1850               | воинский начальник крепости                                         |
| 8 | Генерал-майор Барятинский, Александр Иванович    | 1852               | командующий левым флангом Кавказской линии                          |

## Градоначальники
| №  | Имя                                   | Период      | Должность |
| -- | ------------------------------------- | ----------- | --- |
| 1  | Майор фон Кульман, Феногин Самойлович | 1850        | воинский начальник крепости |
| 2  | А. Исакович                           | 1870 — 1871 | Грозненский заслобоский староста |
| 3  | Куликов, Никтополион Матвеевич        | 1871 — 1873 | Городской голова |
| 4  | Котельников И. В.                     | 1874 — 1877 | Городской голова |
| 5  | Скляров В. В.                         | 1878 — 1880 | Городской голова |
| 6  | Куликов, Никтополион Матвеевич        | 1880 — 1892 | Городской голова |
| 7  | Беллик, Пётр Гаврилович               | 1891 — 1892 | Городской голова |
| 8  | Лошкарев Т. А.                        | 1892 — 1896 | Городской голова |
| 9  | Димитриев Е. А.                       | 1897        | Заступ. место городского головы |
| 10 | Лошкарев Т. А.                        | 1896 — 1906 | Городской голова |
| 11 | Котров, Павел Григорьевич             | 1907 — 1911 | Городской голова |
| 12 | Хренов, Пётр Иванович                 | 1911        | Городской голова |
| 13 | Котров, Павел Григорьевич             | 1911 — 1912 | Городской голова |
| 14 | Хренов, Пётр Иванович                 | 1913        | И. о. городского головы |
| 15 | Чернявский, Виссарион Петрович        | 1913 — 1915 | Городской голова |
| 16 | Ерзников, Георгий Аветович            | 1915 — 1917 | Городской голова |
| 17 | Экзархопуло А. М.                     | 1916        | Заступ. место городского головы |
| 18 | Джапаридзе, Иван Давыдович            | 1914 — 1916 | Начальник Грозненского округа Терской области |
| 19 | Агапов Ф. Д.                          | 1917        | председатель Совета рабочих и солдатских депутатов                                                                                                  |
| 20 | Иоаннисиани, Григорий Зиновьевич      | 1917 — 1918 | председатель Грозненского ревкома |
| 21 | Гикало, Николай Фёдорович             | 1918 — 1927 | с марта 1918 года — председатель Центрального совета Грозного; с апреля 1918 года — председатель Грозненского Совета рабочих и солдатских депутатов |
| 22 | Чернокозов, Хрисанф Павлович          | 1920        | председатель исполнительного комитета Грозненского городского Совета                                                                                |
| 23 | Иванов                                | 1924        | председатель Грозненского губисполкома |
| 24 | Кин, Павел Андреевич                  | 1924 — 1925 | председатель исполнительного комитета Грозненского городского Совета                                                                                |
| 25 | Бутенко, Василий Степанович           | 1925 — 1926 | председатель исполнительного комитета Грозненского городского Совета                                                                                |
| 26 | Кольбус, Михаил Иванович              | 1934 — 1935 | председатель Грозненского горсовета |
| 27 | Сытников В. Г.                        | 1941 — 1943 | комендант Грозного |
| 28 | Матишев А. Г.                         | 1943        | председатель исполкома Грозненского горсовета депутатов трудящихся                                                                                  |
| 29 | Старчак, Иван Николаевич              | 1944 — 1949 | председатель исполкома Грозненского облсовета |
| 30 | Коваленко, Георгий Ефремович          | 1949 — 1952 | председатель исполкома Грозненского облсовета |
| 31 | Брыксин, Евгений Васильевич           | 1952 — 1960 | председатель Грозненского горисполкома |
| 32 | Похвищев, Александр                   | 1960 — 1967 | председатель Грозненского горисполкома |
| 33 | Истомин, Пётр Семёнович               | 1967 — 1973 | председатель Грозненского горисполкома |
| 34 | Шамардин, Владислав Михайлович        | 1974 — 1985 | председатель Грозненского горисполкома |
| 35 | Куценко, Виталий Александрович        | 1985 — 1991 | председатель Грозненского горисполкома |

## Первые секретари Грозненского горкома КПСС
- Чеплаков, Пётр Фёдорович (1944—1949)
- Зотов, Евгений Николаевич (1958—1960)
- Семёнов, Николай Иванович (1975—1985)
- Беляев, Олег Семёнович
- Куценко, Виталий Александрович ~1991~

## Мэры Грозного с 1991 года
| №  | Фотография | Мэр                                         | Период руководства                    | Период руководства | Примечание |
| -- | ---------- | ------------------------------------------- | ------------------------------------- | ------------------ | --- |
| 1  | Нет фото   | Майрбек Баймурадов                          | 1991                                  | 1991               | первый раз |
| 2  | Нет фото   | Бислан Сайдалиевич Гантамиров (род.1963)    | 1 ноября 1991                         | 17 апреля 1993     | первый раз |
| 3  | Нет фото   | Кюри Музаев                                 | 1993                                  | 1994               | |
| 4  | Нет фото   | Бислан Сайдалиевич Гантамиров (род.1963)    | весна 1995                            | 1 ноября 1995      | второй раз |
| 5  | Нет фото   | Якуб Ильясович Дениев (род.1948)            | 1 ноября 1995                         | май 1996           | Глава временной администрации Чечни 1999—2000 гг.                                                                         |
| 6  |            | Леча Бекмурзаевич Дудаев (1961—2000)        | май 1996                              | 30 января 2000     | |
| 7  | Нет фото   | Супьян Адамович Махчаев (род.1954)          | февраль 2000                          | июль 2000          | исполняющий обязанности                                                                                                   |
| 8  | Нет фото   | Бислан Сайдалиевич Гантамиров (род.1963)    | и. о. с 11 июля 2000 18 октября 2000  | 17 мая 2001        | третий раз |
| 9  | Нет фото   | Олег Михайлович Жидков (род.1956)           | 21 июля 2001                          | 3 июня 2003        | |
| 10 | Нет фото   | Хож-Ахмед Магомедович Арсанов (род.1971)    | 3 июня 2003                           | 17 декабря 2003    | |
| 11 | Нет фото   | Мовсар Вахаевич Темирбаев (род.1962)        | 17 декабря 2003                       | 7 марта 2007       | |
| 12 |            | Муслим Магомедович Хучиев (род.1971)        | 7 марта 2007                          | 8 октября 2012     | |
| 13 | Нет фото   | Ислам Вахаевич Кадыров (род.1987)           | и. о. с 8 октября 2012 9 ноября 2012  | 8 июля 2015        | 8 июля 2015 года назначен Руководителем Администрации Главы и Правительства Чеченской Республики                          |
| 14 |            | Муслим Магомедович Хучиев (род.1971)        | и. о. с 8 июля 2015 11 августа 2015   | 25 июня 2018       | 25 июня 2018 года назначен Председателем Правительства Чеченской Республики.                                              |
| 15 | Нет фото   | Ибрагим Салманович Закриев (род.1990)       | и. о.с 25 июня 2018 26 июля 2018      | 10 февраля 2020    | самый молодой мэр города в России 2018—2020 годы.                                                                         |
| 16 | Нет фото   | Иса Нажадиевич Хаджимурадов (род.1969)      | и. о. с 10 февраля 2020 16 марта 2020 | 1 марта 2021.      | 1 марта 2021 года назначен на должность заместителя руководителя администрации Главы и правительства Чеченской Республики |
| 17 |            | Хас-Магомед Шахмомедович Кадыров (род.1991) | и. о. с 2 марта 2021                  | настоящее время    | |